# Adi Hübel
Adi Hübel (* 26. April 1939 in Bad Wurzach als Adelinde Buck) ist eine deutsche Schriftstellerin.
Sie ist im Allgäu geboren und aufgewachsen. Neben der Erziehung ihrer vier Kinder studierte sie auf dem zweiten Bildungsweg Pädagogik und arbeitete zunächst als Lehrerin.

## Leben

### Studium
Nach einigen Jahren des Unterrichtens studierte sie in München an der Ludwig-Maximilians-Universität München Theaterwissenschaften und Neue Deutsche Literatur. Anschließend studierte sie Regie bei David Esrig an der Athanor Akademie für Berufsschauspieler in München.

### Theater
1989 gründete sie die theaterWerkstatt Ulm – ein kleines, semiprofessionelles Theater, das sie über zwanzig Jahre lang leitete. Mit ihrem Kindertheater Kinkerlitzchen ist sie heute noch für Kinder aktiv. Die Kinderstücke sind von Adi Hübel selbst entwickelt und umgesetzt: Den kleinen Gästen wird teils personales Theater geboten, teils eine Mischung aus Erzähltheater mit Handpuppen und Stabfiguren.

### Schriftstellerei
2005 übergab sie die Leitung des Theaters an den zugehörigen Verein und widmet sich seither dem Schreiben.

## Auszeichnungen
- 2012 Europäisches Facebook-Lyrik-Festival auf der Buchmesse in Novi Sad. Lyrik-Rezitationen mit Übersetzung ins Serbische
- 2013 Autorenträume. Ein Lesebuch. Wettbewerb für Kurzgeschichten. Text: Gebrauchslyrik
- 2014 Menantes Preis. Wandersleben., Lyrik. Text: Kleine Flammen
- 2016 Teilnahme an der International Anthology, von The Writers’ League durch Timisoara Banat Branch. Text: Ein köstlicher Duft deutsch/englisch
- 2019 Finalistin bei Sachen gibt’s. Ausschreibung Kunstmuseum Ulm mit Südwest Presse Ulm, Text: Die Rettung
- 2020 Heimat. Literaturpreis 2020 des Bezirks Schwaben, Augsburg. Text: Der verlorene Sohn
- 2023 Poesie-Wettbewerb Konstanz. 2. Preisträgerin. Text: Hymne an eine Eidechse. Langgedicht.

### Mitgliedschaften
- Verband deutscher Schriftstellerinnen und Schriftsteller (VS), seit 2005
- Ulmer Autoren ’81 e.V., seit 2013
- Mörderische Schwestern e.V., seit 2015

## Werk
Während der Zeit des Theaterlebens inszenierte Adi Hübel über 30 Stücke und schrieb einige Theaterstücke für Erwachsene und Kinder, sowie Artikel, Essays, Rezensionen, Kurzgeschichten und mehrere Romane.
Von 2013 bis 2016 leitete sie den Verein Ulmer Autoren 81 e.V. und organisierte Werkstattgespräche, Lesungen und Workshops. 2015 gab sie für den Verein die Anthologie Unter-wegs-sein sein heraus.
Adi Hübel schreibt sowohl Lyrik als auch Prosa. Ihr lyrisches Werk ist in vier Gedichtbänden und auf einer CD erschienen. Die musikalische Begleitung erfolgte durch die Akkordeonistin Monika Bothe.
Ihr erstes Prosawerk Ein kleines, leichtes Glück, entstanden auf autobiografischer Grundlage, erschien 2006. Anschließend hat Adi Hübel zwei Kriminalromane veröffentlicht: Tod in Ulm ist der Titel des erfolgreichen ersten Krimis. Dann gelang mit dem Titel Der Hund muss weg eine Fortsetzung. 2014 erschien zum Internationalen Donaufest der zweisprachige Band Ulmer Quartett / Ulmski kvartet – das gebundene Ergebnis der Teilnahme von vier Ulmer Autoren im Jahr 2012 beim Europäischen Facebook-Literatur-Festival im serbischen Novi Sad. Bei Hübels naturlyrischen Reflexionen steckt das lyrische Ich ihres „Sommerliebe“-Parts voller Sehnsuchts-Melancholie.
Neben Kriminalromanen veröffentlicht Adi Hübel Bücher mit Kurzgeschichten: Himbeertage: Geschichten vom Leben, Lieben, Träumen. Eine dieser Erzählungen erschien bereits unter dem Titel Verschenkte Träume bei Amazon Kindle Singles und wurde dort in der Reihe der besten Geschichten empfohlen. Von Sehnsüchten, Liebesstunden und Verlusten handeln die Geschichten, manche sind geprägt von einem ironischen Blick auf die Figuren, aber doch auch von Verständnis für menschliche Schwächen. 2022 erschien das Werk Bei Anruf Wort: 42 Kurzgeschichten auf Ansage, entstanden in Zusammenarbeit mit dem Autor Dietmar Herzog.

### Romane
- Ein kleines, leichtes Glück. Erzählung. Cornelia-Goethe-Literaturverlag, Frankfurt am Main 2005, ISBN 3-86548-329-1
- Tod in Ulm. Kriminalroman. Gerhard Hess Verlag, Bad Schussenried 2011, ISBN 978-3-87336-379-3
- Tod in Ulm. Kriminalroman. Überarbeitete Auflage. Gerhard Hess Verlag, Bad Schussenried 2012, ISBN 978-3-943528-33-6
- Der Hund muss weg. Kriminalroman. Nexx Verlag, Villingen-Schwenningen 2014, ISBN 978-3-95870-011-6
- Tod in Ulm. Kriminalroman. Überarbeitete 3. Auflage. Nexx Verlag, Villingen-Schwenningen 2015, ISBN 978-3-95870-302-5
- Der Hund muss weg. Kriminalroman. Überarbeitete Auflage. Nexx Verlag, Villingen-Schwenningen 2015, ISBN 978-3-95870-195-3
- Himbeertage: Geschichten vom Leben, Lieben, Träumen. Geschichten. Neopubli GmbH, Berlin 2016, ISBN 978-3-7418-1895-0
- Adi Hübel, Dietmar Herzog: Bei Anruf Wort: 42 Kurzgeschichten auf Ansage. Kurzgeschichten. Wellhöfer Verlag, Mannheim 2022, ISBN 978-3-95428-282-1

### Lyrik
- Der Sommer meiner Liebe. Gedichte. Wiesenburg Verlag, Schweinfurt 2008, ISBN 978-3-940756-24-4
- Versprechen. Gedichte. Wiesenburg Verlag, Schweinfurt 2010, ISBN 978-3-940756-97-8
- Verloren. Gedichte. Wiesenburg Verlag, Schweinfurt 2012, ISBN 978-3-943528-33-6
- Der heiße Sternenhimmel hat sich schon ergeben. Gedichte. Epubli, Berlin 2018, ISBN 978-3-746738-98-7

### E-Books
- Verschenkte Träume. Erzählung. Kindle Edition, 2015
- Himbeertage: Geschichten vom Leben, Lieben, Träumen. Geschichten. Kindle Edition, 2016, ISBN 978-3-7418-1899-8
- Ein kleines leichtes Glück. Erzählung. Kindle Edition, 2016, ISBN 978-3-7418-2601-6

### Texte in Anthologien
- Steck dir einen Vers. AS Verlag, Tübingen 1983 ISBN 3-88773-030-5
- Gedichte aus dem Ulmer Winkel Gedichte. Gerhard Hess Verlag, Bad Schussenried 2010, ISBN 978-3-87336-362-5
- Anthologie der Günzburger Autoren. Gerhard Hess Verlag, Bad Schussenried 2011, ISBN 978-3-87336-401-1
- Autorenträume. Lesebuch. Verlag Monika Fuchs, Hildesheim 2013, ISBN 978-3-940078-53-7
- Die fünfte Dimension. Gedichte und Geschichten zum Menantes-Preis 2014. quartus-Verlag, Bucha 2014, ISBN 978-3-943768-31-2
- Unter-wegs-sein. Gedichte und Kurzgeschichten. Nexx Verlag, Villingen-Schwenningen 2015, ISBN 978-3-95870-301-8
- Frauen morden schöner: 25 kriminelle Geschichten aus Baden-Württemberg. Wellhöfer Verlag, Mannheim 2018, ISBN 978-3-95428-248-7
- geschmackvoll morden: 25 Krimis & Rezepte aus Baden-Württemberg. Wellhöfer Verlag, Mannheim 2019, ISBN 978-3-95428-258-6
- Ulmer Autoren ’81 e.V.: aufgelesen: Kurzgeschichten und Gedichte. Gmeiner-Verlag, Meßkirch 2022, ISBN 978-3-8392-0453-5

### Vertonungen
- Blick ins Paradies. Gedichte. Lesung mit Klezmermusik auf CD, Akkordeon Monika Bothe, Musik der Band Brekkies Inn, 2011
- Hymne an eine Eidechse. Gedichtvertonung durch den Jazz-Saxophonisten Thomas Hirt im Museum für Bildende Kunst Oberfahlheim, 2014

### Rezensionen durch Adi Hübel
- Zerborstenes Floß oder Die Unsicherheit auf den Wassern. Betrachtungen zu einem Kunst-Objekt von Gerda Bier, Donauufer Ulm 1996
- Die Hochzeit des Figaro. Aufführung Köln, Radio Free FM, Ulm 1996
- Onkel Wanja. Aufführung Ulmer Theater, Radio Free FM, Ulm 1996
- Leonce und Lena – Das königliche Wort, es bedeutet nichts. Radio Free FM, Ulm 1996
- Mehr davon! Lexikon der Rebellinnen – von A–Z. 1996
- Buchbesprechung in Wir Frauen. Düsseldorf

### Übersetzungen
- Das Ulmer Quartett/Ulmski kvartet Gedichte in deutscher/serbischer Sprache, Novo Miloševo: Banater Kultur-Zentrum, Novi Sad 2012, ISBN 978-86-6029-099-3

### Theaterstücke
- Freiheit, süße Freiheit. Ch.F.D. Schubart – ein schwäbischer Rebell, Uraufführung 1998
- Ha des isch doch die Anne – Ein Volksstück
- Mehrere Kinderstücke zu Rittern, Hexen, Ungetümen und Romanfiguren wie Nils Holgersson
- Dramatisierung von Märchen wie Zwerg Nase und Der kleine Muck von Wilhelm Hauff